# Kronshagen
Kronshagen település Németországban, Schleswig-Holstein tartományban. Lakosainak száma 11 854 fő (2023. december 31.).

## Népesség
A település népességének változása:
| Lakosok száma | 12 866 | 11 791 | 11 869 | 11 921 | 11 908 | 11 854 |
|               | 1975   | 2017   | 2019   | 2021   | 2022   | 2023   |